# Jérôme Hatt
Jérôme Hatt (nom francisé, de son vrai nom Geronimus Hatt) est un maître brasseur alsacien né à Strasbourg, Saint-Empire romain germanique, le 12 novembre 1633 et mort dans la même ville en 1675. 
Issu d'une famille patricienne strasbourgeoise et fils de teinturier, il est admis à la corporation des tonneliers, obtient sa maîtrise de brasseur en 1664 et loue la brasserie du Canon place du Corbeau. Il inaugure ainsi une dynastie de patrons brassicoles qui marquera l'Alsace pendant plus de 300 ans et huit générations.
La branche aînée gère la brasserie familiale qui donnera naissance après la Seconde Guerre mondiale aux Brasseries Kronenbourg et leur célèbre 1664, référence à l'année de fondation de la dynastie. Les Hatt resteront à la tête de l'entreprise jusqu'en 1977.
Le dernier patron brasseur de la famille s'appelle également Jérôme Hatt (1912-1998).

## Source
Michel Hau et Nicolas Stoskopf, Dynasties alsaciennes, éditions Perrin, 2005